# Hubert Kühl
Hubert Kühl (* 27. März 1903 in Zettin, Landkreis Rummelsburg i. Pom. ; † 20. Dezember 1942 bei Biała Podlaska) war ein deutscher Redakteur und Kreishauptmann zur Zeit des Nationalsozialismus im Generalgouvernement.

## Leben
Kühl beendete seine Schullaufbahn am Gymnasium mit dem Abitur. Danach begann er an der Universität München ein Studium der Rechtswissenschaften, das er jedoch abbrach. Zu dieser Zeit war er Vorsitzender des Deutschen Hochschulrings. Danach war Kühl unter anderem als Geschäftsführer beim Bühnenvolksbund und bei der Ostpreußischen Bühne tätig. Zwischen 1929 und 1933 war Kühl ohne Beschäftigung.
Der NSDAP trat er zum 1. Mai 1930 bei (Mitgliedsnummer 244.932). 1931 wurde Kühl Mitglied der SA und stieg dort 1934 bis zum Sturmbannführer auf. Von Mai 1933 bis Anfang 1934 war Kühl bei der Lichtbild-Bühne als Redakteur tätig. Seit dem 10. April 1934 war Kühl als Regierungsrat Referent im Reichsministerium für Volksaufklärung und Propaganda.
Nach Ausbruch des Zweiten Weltkrieges war Kühl von Ende November 1939 bis zu seinem Tod Kreishauptmann in Biała Podlaska im Distrikt Lublin. In dieser Funktion veranlasste er die Ghettoisierung von Juden in seinem Bezirk und ordnete schwere Strafen für diejenigen Juden an, die sich dieser Maßnahme entzogen. Im Dezember 1942 wurden Kühl und dessen Ehefrau durch Partisanen erschossen. Der Referent in der inneren Verwaltung des Generalgouvernements und spätere Kreishauptmann Heinz Doering berichtete in einem Brief am 10. Januar 1943: „Er hat nämlich eigenmächtig fünf und seine Frau vier Polen erschossen !! Nicht etwa in Notwehr oder im Kampf, sondern so. Wenn einer den Henker spielt, braucht man sich ja über nichts zu wundern.“